# Сукияки

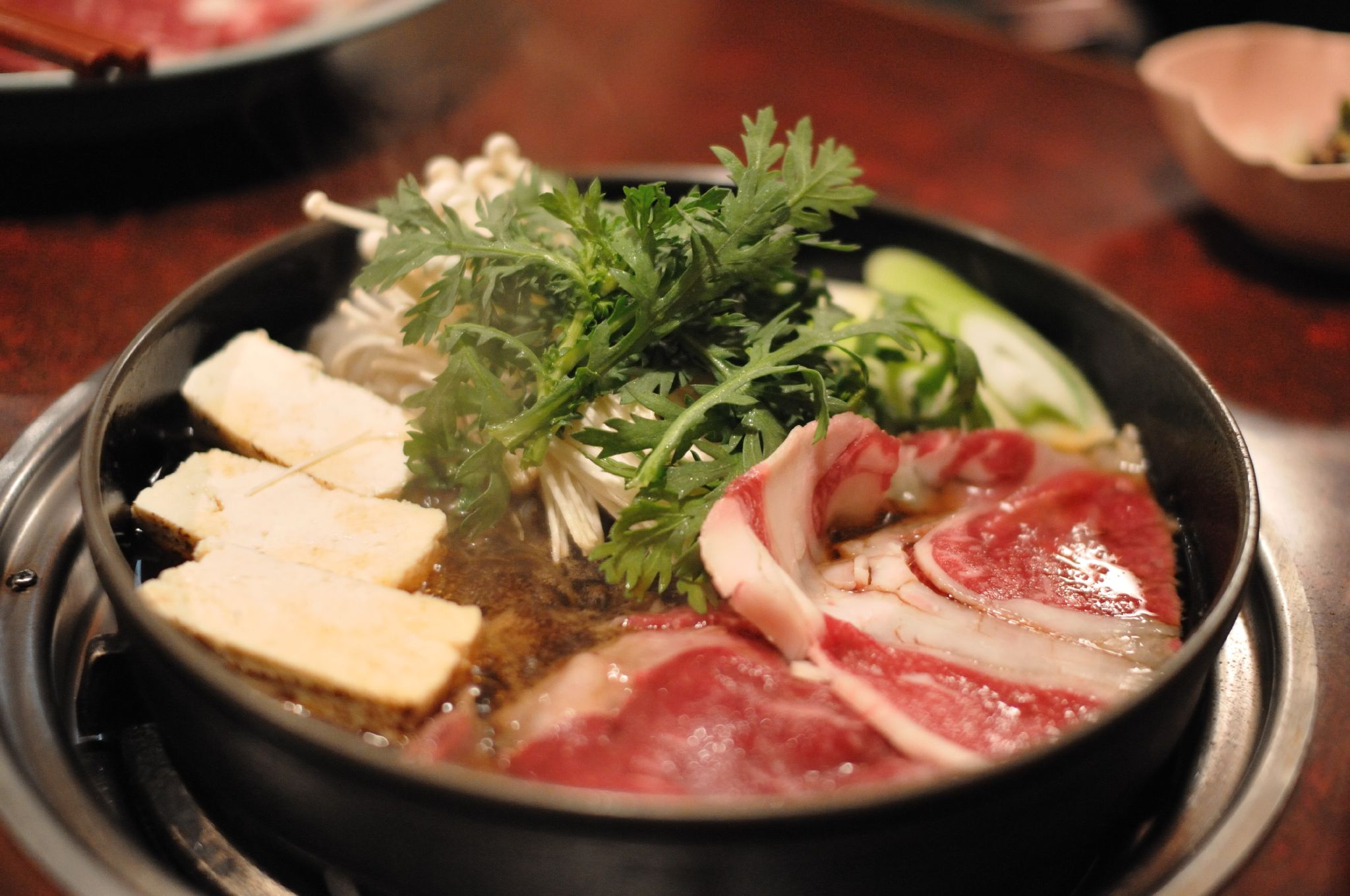
Сукияки

Сукия́ки (яп. すき焼き [sɯ̥kijaki]) — блюдо японской кухни из разряда блюд набэмоно, главным компонентом которого традиционно являются тонко нарезанные ломтики говяжьего мяса (или тофу, в вегетарианской версии). Особенностью этого блюда является то, что употребляется оно в процессе варки.

## Состав

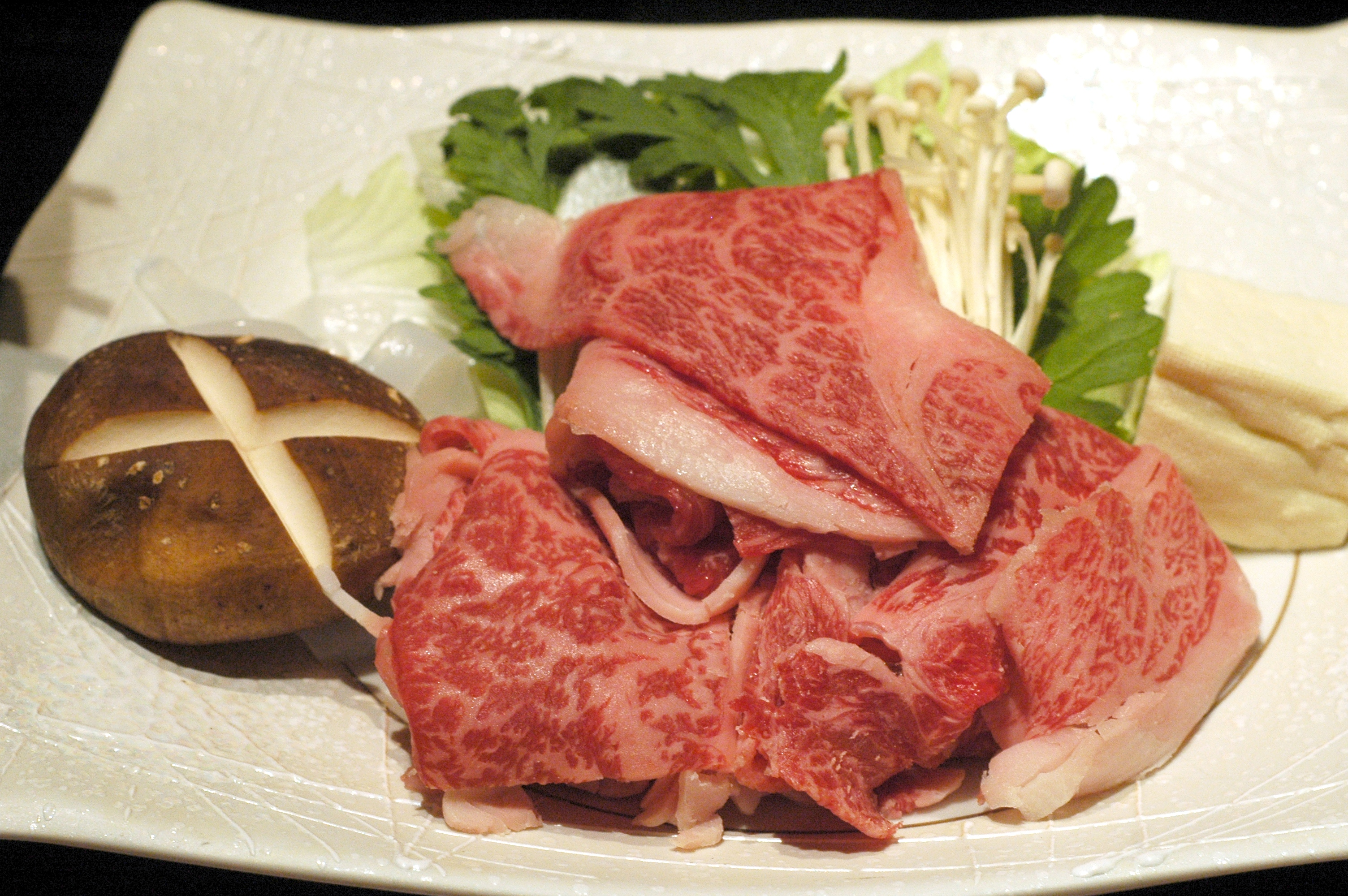
Ингредиенты:мраморная говядина, гриб шиитаке, грибы энокитаке

Основным компонентом является тонко нарезанная мраморная говядина, хотя в некоторых районах Японии (например, Хоккайдо и Ниигата) также иногда используется свинина.
Остальные компоненты:
- тофу
- лук-батун
- листья хризантемы или пекинская капуста
- грибы сиитакэ
- прозрачная бобовая лапша харусамэ
- удон
- сырое яйцо (используется как соус или его ингредиент)

## Виды
В Канто со времён реставрации Мэйдзи сукияки ничем не отличаются от обычных блюд в набэ. Бульон состоит из даси с различными комбинациями соевого соуса, сахара, мирина и нихонсю. Говядина кладётся в суп вместе с овощами.
В Кансае говядину жарят. Слегка поджаренное мясо посыпают сахаром или сбрызгивают сиропом, а затем заливают соевым соусом. После этого закладывают овощи и всё варят вместе. Основным принципом является не жарить мясо и богатые соком овощи одновременно.
На Хоккайдо и в Ниигате предпочитают использовать свинину.
В префектурах Сига и Айти можно встретить сукияки с курятиной. В местности Овари префектуры Айти сукияки с курицей известно как хикидзури, а под сукияки имеется в виду обычное сукияки с говядиной.

## Процесс приготовления
В центр стола ставится большой котёл набэ, наполненный водой и нагреваемый небольшой газовой горелкой. В воду могут быть добавлены комбу и/или даси. Когда вода закипит, участники трапезы кладут в котёл понравившиеся компоненты по мере еды. Так как мясо нарезано очень тонко, то оно доходит до готовности довольно быстро. Когда компоненты достаточно сварились, гости берут кусочки, обмакивают в соус и едят. Соус может быть разным или даже самостоятельно смешанный «по вкусу» из нескольких готовых соусов и специй. Затем процедура приготовления повторяется, обычно происходит несколько «закладок», пока все гости не почувствуют насыщение. Последним ингредиентом нередко бывает лапша, которую съедают вместе с остатками супа.

## История
В современных японских энциклопедиях по истории питания исследователи выводят этимологию названия «сукияки» от распространённого среди крестьян в XVII―XVIII веках обычая жарить (яку) мясо на лопате или на лемехе плуга (суки).

## Другие значения
Безотносительно своего значения слово сукияки распространилось в американской поп-культуре 60-х гг. XX в. как обозначение «модной японской» вещи, в частности — песни «Уэ о муитэ аруко:» (яп. 上を向いて歩こう, см en:Sukiyaki (song)).